# 沃尚·莱纳德
沃尚·凯兰·莱纳德（英語：Voshon Kelan Lenard，1973年5月14日—），美国NBA联盟职业篮球运动员。他在1994年的NBA选秀中第2轮第46顺位被密尔沃基雄鹿选中。